# Proud Mary (groupe)
Pour les articles homonymes, voir Proud Mary (homonymie).
Proud Mary est un groupe anglais de country/blues/rock originaire de Royton, Oldham, Angleterre. Il est découvert par Noel Gallagher en 2001 et est le premier groupe à signer avec le label phare d'Oasis, Sour Mash. Le groupe est formé autour du duo formé par Greg Griffin chanteur et du parolier/ guitariste Paul Newsome.
Il tient son nom de la chanson Proud Mary du groupe américain Creedence Clearwater Revival parue en 1969 sur leur album Bayou Country.